# Quercus confertifolia
Quercus confertifolia — вид дубів, ендемік Мексики.

## Морфологічна характеристика
Дерево 4–6 метрів; стовбур у діаметрі 30–50 см. Кора кавового кольору, шорстка, борозниста, луската. Листки 3–10 × 1.5–3.5 см, опадні, еліптично-ланцетні; вершина гостра, а основа від гострої до округлої, іноді коса; край цілий, ніколи не зубчастий; верх блискучий, темно-зелений, голий чи з дрібними розсіяними зірчастими і багатопроменевими трихомами; низ жовтувато-зелений, з рідкісними зірчастими, пучковими і залізистими трихомами, майже голий; ніжка листка 4–9 мм завдовжки, майже гола. Цвіте в липні; тичинкові сережки завдовжки 4.5 см, малоквіткові; жіночі сережки дуже короткі, 1–3-квіткові. Жолудь 10 мм завдовжки, широкояйцеподібний; поодинокий чи парні; чашечка 10–15 мм у діаметрі, згорнута по краю, з дрібними блідо-каштаново-коричневими лусочками, охоплює 1/2 горіха; дозрівання через 1–2 роки, з листопада по січень.

## Поширення
Ендемік пн. і зх. Мексики (Агуаскальєнтес, Дуранго, Гуанахуато, Халіско, Мічоакан, Наяріт, Сіналоа, Сакатекас). Росте на бідних кам'янистих ґрунтах на висотах 1000–2500 метрів. Зростає в дубових і сосново-дубових лісах.

## Використання
Для виготовлення целюлози використовують деревину. Вид використовується локально як паливні дрова, для виробництва деревного вугілля, стовпів огорожі та сільського будівництва.